# Citronelle
Citronelle is een plaats (city) in de Amerikaanse staat Alabama, en valt bestuurlijk gezien onder Mobile County.

## Demografie
Bij de volkstelling in 2000 werd het aantal inwoners vastgesteld op 3659.
In 2006 is het aantal inwoners door het United States Census Bureau geschat op 3712, een stijging van 53 (1,4%).

## Geografie
Volgens het United States Census Bureau beslaat de plaats een oppervlakte van
63,9 km², waarvan 63,2 km² land en 0,7 km² water.

## Plaatsen in de nabije omgeving
De onderstaande figuur toont de plaatsen in een straal van 40 km rond Citronelle.